# Александар Ђурђев
Александар Ђурђев (Париз, 1964) свештеник, протојереј-ставрофор, парох добропоточки али и историчар, етнолог, публициста и задужбинар.

## Биографија
Рођен је 1964. године у Паризу, основну и средњу школу завршио је у Крупњу, Богословију у Сремским Карловцима, а Богословске студије у Београду. По завршетку школовања дошао је за пароха цркве Успења Пресвете Богородице у Добром Потоку. Уз свакодневне обавезе богослужења, успео је да преуреди комплекс и направи јединствен црквени парк са више музеја, подземним капелама, формира старо домаћинство са припадајућим пратећим зградама и уреди старо гробље, једно од најстаријих у Србији.
Вишегодишњим истраживањем, прикупљањем и класификовањем података и предмета, прота Александар је скупио преко 6.000 експоната, везаних за прошлост, историју, културу и духовност Крупња и Рађевине, који су презентовани у више музејских поставки у Добром Потоку и у Музеју Крупња. Поред ових, аутор је сталних поставки у крипти Спомен цркве у Крупњу и спомен собе Владика Николај у манастиру Соко.
Резултате својих истраживања и прикупљања презентовао је на више изложби, од којих се издвајају:
- Народна ношња Рађевине, Дом културе Крупањ
- Битка на Мачковом Камену, Музеј Јадра Лозница и Дом културе Љубовија
- Оружје у Рађевини кроз векове, Дом културе Крупањ
- Соко-град, Дом културе Крупањ
- Солунски фронт, Црква у Бањи Ковиљачи
- Црквено благо Рађевине, Народни музеј Шабац
- Пешкири Рађевине, Етнографски музеј Београд
- Рађевина-сећање на Карађорђевиће, Црква у Крупњу

Александар Ђурђев је све скупљено поклонио као задужбину Епархији шабачкој Српске православне цркве, као и Библиотеку „Света Петка Параскева” у Крупњу. Такође, у селу Костајник подигао је капелу посвећену Свим Светим, на породичном имању. Обновио је манифестацију Петровдански сабор у Добром Потоку, где се негује обичај играња за дукат.

## Објављене књиге
- Рађевина-обичаји, веровања и народно стваралаштво, Београд 1988.
- Бела Црква, Београд 1989.
- Културна и спортска друштва у Крупњу 1882—1992, Ваљево 1995.
- Цркве Крупња, Лозница 1996.
- Ловство у Рађевини, Лозница 1998.
- Споменица Мачков камен, Лозница 1999.
- Добропоточка црква у Крупњу, Крупањ 2004.
- Рађевина, Крупањ и Соко у 19. веку, Лозница 2005.
- У славу Бога, Крупањ 2009.
- Српски домаћин, Лозница 2010.
- Крупањ 150 година кроз фотографију, Крупањ 2012.
- Свете чудотворне мошти у српским светињама, Крупањ 2014.